# 싱싱 일요일
싱싱 일요일은 KBS 2TV에서 매주 일요일 오전 6시에 방송된 텔레비전 프로그램인데 2010년 5월 16일부터 <녹색충전 일요일> 또는 <녹색충전 토요일>이란 이름으로 부활되었다가 2012년 5월 20일부터 해당 프로그램으로 제목이 변경됐다.

## 기획 의도
전원의 여유를 즐기며 사는 일상을 다룬 텔레비전 프로그램이다.

## 방송 시간
| 방송 채널 | 방송 기간                          | 방송 시간                              |
| --------- | ---------------------------------- | -------------------------------------- |
| KBS 2TV   | 2005년 7월 10일 ~ 2005년 10월 30일 | 매주 일요일 오전 10:00 ~ 10:50 (50분)  |
| KBS 2TV   | 2005년 11월 6일 ~ 2008년 3월 30일  | 매주 일요일 오전 08:00 ~ 08:50 (50분)  |
| KBS 2TV   | 2008년 4월 6일 ~ 2009년 4월 19일   | 매주 일요일 오전 07:40 ~ 08:30 (50분)  |
| KBS 2TV   | 2010년 5월 16일 ~ 2010년 12월 26일 | 매주 일요일 오전 08:10 ~ 09:00 (50분)  |
| KBS 2TV   | 2011년 1월 1일 ~ 2011년 12월 24일  | 매주 토요일 오전 06:00 ~ 07:00 (1시간) |
| KBS 2TV   | 2012년 1월 1일 ~ 2012년 11월 18일  | 매주 일요일 오전 06:00 ~ 07:00 (1시간) |

## 역대 진행자
- 신영일. 조혜련, 김진, 전제향
- 윤정수, 위서현
- 한석준, 이지연
- 한석준, 백정원
- 한석준, 백승주
- 김기만, 백승주

## 구성
- 꿈을 싣는 농부들
- 계절의 보석
- 귀농, 인생의 2막 행복
- 농촌사랑 운동본부
- 동네방네 싱싱 뉴스

## 결방
- 2008년 8월 10일, 2008년 8월 17일 : 주간 베이징 리포트 편성 관계로 결방